# Penny Flame
Penny Flame, née Jennifer Ketcham le 22 février 1983 à Aurora (Colorado), est une actrice pornographique, réalisatrice et blogueuse américaine.

## Biographie
Son nom est un astucieux jeu de mots entre la chanson "Penny Lane" des Beatles et des lingeries portées spécialement au siècle dernier par les femmes pour fumer.
Elle grandit dans la région de San Francisco et débute par des photos de lesbienne. Sa carrière est lancée quand elle joue dans le film "Darkside" avec Hillary Scott en 2005. Depuis elle a fait des centaines de films, souvent pour femmes. Penny joue pour "Shane's World Studios" de Shane et sa "Reality porn".
Elle raconte avoir eu de graves problèmes avec la drogue durant ses premières années dans l'industrie du X.
En 2008 Penny sort le premier livre des éditions "Vivid-Ed" titré "Penny Flame's Expert Guide to Hand Jobs For Men and Women" un guide sur la masturbation pour femmes et hommes.
En 2009 elle participe à l'émission de télé-réalité "Sex Rehab with Dr. Drew" sur VH1 pour désintoxiquer les accrocs du sexe.
Jennifer Ketcham contribue aussi au journal "The Huffington Post".

## Récompenses
- 2005 : AVN Award for Best Solo Sex Scene – Repo Girl
- 2005 : XRCO Awards "Darkside" (avec Herschel Savage))
- 2006 : AVN Award for Best Couples Sex Scene (Film) – Darkside (avec Herschel Savage))
- 2006 : AVN Award for Best Group Sex Scene (Film) – Darkside (avec Alicia Alighatti, Dillan Lauren, Hillary Scott, Randy Spears & John West)
- 2008 : AVN Awards[3]
  - Meilleure actrice dans un film (Best Actress (Film)) pour Layout
  - Best Couples Sex Scene (Film) - Layout (avec Tom Byron)
- 2008 : F.A.M.E. Awards - Favorite Oral Starlet
- 2010 : AVN Award Meilleure actrice dans un second rôle (Best Supporting Actress) pour Throat: A Cautionary Tale[4]

Nominations
- 2009 : AVN Award nommée "Best All-Girl Group Sex Scene" - Bad News Bitches 3 avec Penny Flame, Rachel Roxxx & Lexi Belle

## Filmographie sélective
Le nom du film est suivi du nom de ses partenaires lors des scènes pornographiques.
- 2004 : Women Seeking Women 7 avec Alicia
- 2004 : Women Seeking Women 8 avec Charlie Laine
- 2004 : Pussy Party 4 avec Charlie Laine, Jassie, Kayla Marie, Lexie Marie, Makayla Cox et Monica Sweetheart
- 2005 : The 4 Finger Club 22 avec Karina Kay
- 2005 : The Art of Kissing 2 avec Monica Sweet
- 2006 : Women Seeking Women 24 avec Veronica Snow
- 2006 : Women Seeking Women 27 avec Isis Love
- 2006 : Lesbian Seductions: Older/Younger 5 avec Kimmie Morr
- 2006 : Lesbian Seductions: Older/Younger 7 avec Michelle Aston
- 2006 : Girlvana 2 avec Dee et Sativa Rose
- 2007 : Taboo 23 avec Nikki Benz (scène 6); avec Evan Stone (scène 7)
- 2007 : No Man's Land Interracial Edition 10 avec Stacey Cash
- 2007 : No Man's Land 42 avec Jessica Lynn et Savannah Stern
- 2008 : Women Seeking Women 39 avec Kelly Kline
- 2008 : Women Seeking Women 45 avec Elexis Monroe
- 2009 : Girl's Guide to Girls
- 2010 : Lezzy Land 2
- 2011 : Bree Olson Uncovered
- 2012 : Dyking Around
- 2013 : All Holes No Poles 17
- 2014 : Enormous Cocks
- 2017 : Lesbian Roommates